# Лугове (Правдинський район)
Лугове́ (рос. Луговое), до 1947 року — Хоенфельде (нім. Hohenfelde) — селище в Правдинському районі Калінінградської області Російської Федерації. Входить до складу Правдинського міського поселення.